# Vänge
Vänge – miejscowość (tätort) w Szwecji, w regionie administracyjnym (län) Uppsala, w gminie Uppsala.
Według danych Szwedzkiego Urzędu Statystycznego liczba ludności wyniosła: 1320 (31 grudnia 2015), 1293 (31 grudnia 2018) i 1297 (31 grudnia 2019).